# Cine Goya
El cine Goya, situado en la calle Rigoberto Albors número 5 de Alcoy (Alicante), Comunidad Valenciana, España, fue un cine privado construido en el año 1949, obra del arquitecto Roque Monllor Boronat y de estilo art déco valenciano.

## Edificio
Es obra del arquitecto alcoyano Roque Monllor Boronat finalizada en 1949, que en aquel entonces ostentaba el cargo de arquitecto municipal de Alcoy. Su estilo formal es el art déco valenciano tardío. Las líneas art déco son evidentes tanto en su fachada principal cómo en los interiores. A pesar de tratarse de una obra tardía dentro del art déco valenciano, su valor arquitectónico e histórico es notorio al tratarse de uno de los pocos ejemplos de arquitectura art déco en Alcoy, junto con el puente de Sant Jorge.
La apertura del cine al público se realizó el 16 de noviembre de 1949 con la proyección de la película La mies es mucha. Finalmente el cine fue cerrado al público el 30 de junio de 1993 después del último pase de la película Águila de Acero III. Fue el último cine de Alcoy en cerrar de la docena que había en la ciudad a principios y mediados del siglo XX.

## Bomba del 26 de septiembre de 1978
El 26 de septiembre de 1978 estalló una bomba en los lavabos del cine, durante el estreno y proyección de la película La portentosa vida del Pare Vicent del director valenciano Carles Mira. No hubo ningún herido y la proyección no fue interrumpida pero el atentado tuvo una amplia repercusión y causó importantes desperfectos en el edificio. Fue atribuido a grupos de ultraderecha.
La película narraba la vida de San Vicente Ferrer (interpretado por Albert Boadella) de una manera satírica y humorística, hecho éste que indignó a los sectores conservadores y católicos más radicales de la época. Buena parte de la película fue rodada en Alcoy, concretamente en el valle de Polop y en la sierra de Mariola y en la misma participaron numerosos extras y actores de teatro alcoyanos, de ahí que el estreno se realizara en Alcoy. 
La película fue retirada de la cartelera del cine Goya después de su estreno, a pesar de las gestiones de su director, Carles Mira, y no volvió a ser exhibida en una sala de cine hasta noviembre de 1981, en Valencia, tres años más tarde. Estas circunstancias anómalas frustraron el rendimiento comercial y económico de la misma.

## Polémica urbanística
El ayuntamiento de Alcoy autorizó la demolición del edificio en el año 2010 para la construcción de oficinas y plazas de aparcamiento por no contar el edificio con protección urbanística alguna pero la oposición popular con la creación de una plataforma y la recogida de firmas hizo que el ayuntamiento se replanteara la situación urbanística del edificio. 
Finalmente en el año 2011 el consistorio alcoyano se comprometió a anular su demolición y proteger su fachada. Actualmente el edificio se halla en un limbo, sin un destino claro que ponga a salvo su valor arquitectónico e histórico.